# Martin J. Schreiber

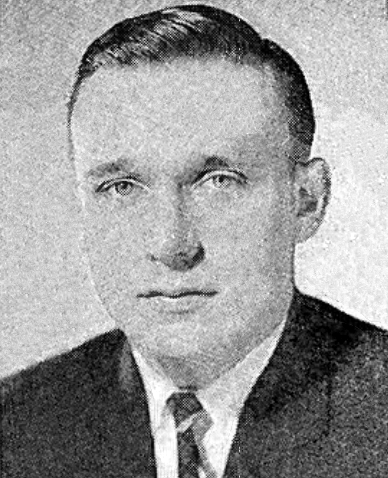
Martin Schreiber

Martin James „Marty“ Schreiber (* 8. April 1939 in Milwaukee, Wisconsin) ist ein US-amerikanischer Politiker. Er war von 1977 bis 1979 der 39. Gouverneur des Bundesstaates Wisconsin.

## Frühe Jahre und politischer Aufstieg
Schreiber besuchte die University of Wisconsin in Milwaukee und die Valparaiso University. Danach studierte er an der Law School der Marquette University Jura. Dort machte er im Jahr 1964 sein Examen. Als Mitglied der Demokratischen Partei saß Schreiber zwischen 1963 und 1971 im Senat von Wisconsin. Im Jahr 1970 wurde er an der Seite von Patrick J. Lucey zum Vizegouverneur von Wisconsin gewählt. 1974 wurden beide in ihren Ämtern bestätigt.

## Gouverneur von Wisconsin
Als Gouverneur Lucey wegen seiner Ernennung zum US-Botschafter in Mexiko im Juli 1977 sein Amt als Gouverneur aufgab, musste Schreiber als dessen Stellvertreter die restliche Amtszeit beenden. Er amtierte damit zwischen dem 7. Juli 1977 und dem 1. Januar 1979 als Gouverneur. Schreiber setzte sich für eine bessere Schulpolitik ein. Darüber hinaus kümmerte er sich um die Belange der Kinder und Jugendlichen, den Verbraucherschutz und die Rechte der Arbeitnehmer und der Alten. Schreibers Amtsjahre litten unter einer allgemeinen schlechten Wirtschaftslage und einer hohen Inflationsrate. Um den Staatshaushalt zu decken, musste der Gouverneur einige Steuern erhöhen, was ihm von einigen Mitbürgern verübelt wurde. Das war auch ein Grund für seine Niederlage bei den Gouverneurswahlen des Jahres 1978, bei denen er sich um eine volle Amtszeit als Gouverneur beworben hatte. Er kam nur auf 44,9 Prozent der Stimmen und unterlag damit dem Republikaner Lee S. Dreyfus.

## Weitere Laufbahn
Im Jahr 1982 kandidierte Schreiber nochmals für den Posten des Gouverneurs. Dieses Mal blieb er bereits in den Vorwahlen seiner Partei stecken, die Tony Earl für sich entschied. Danach war er zeitweise als Anwalt tätig. 1988 bewarb er sich gegen John Norquist erfolglos um die Wahl zum Bürgermeister von Milwaukee. Im selben Jahr gründete er seine eigene Beraterfirma, die gute Beziehungen zu allen politischen Kräften in Wisconsin unterhält; einschließlich der Kongressabgeordneten des Staates und der Regierung von Wisconsin. Martin Schreiber ist mit Elaine Thaney verheiratet. Gemeinsam haben sie vier Kinder.